# Philonotis glomerata
Philonotis glomerata är en bladmossart som beskrevs av Mitten 1859. Philonotis glomerata ingår i släktet källmossor, och familjen Bartramiaceae. Inga underarter finns listade i Catalogue of Life.